# مخلق الأعلى (مأرب)
مخلق الأعلى هي إحدى قرى الجمهورية اليمنية. تتبع جغرافيا لمحافظة مأرب و إداريًا لمديرية العبدية. يبلغ تعداد سكانها 1934 نسمة حسب الإحصاء الذي أجري عام 2004.